# Gustavo Jorge Campagnuolo
Gustavo Campagnuolo (Buenos Aires, 27 de juny de 1973) és un futbolista argentí, que juga de porter.
Va iniciar la seua carrera en 1994 a les files del Deportivo Español. La temporada 97/98 fitxa pel València CF per ser el suplent de Zubizarreta, però només juga dos partits abans de retornar al seu país per militar al San Lorenzo de Almagro, on romandria fins al 2001. Amb el San Lorenzo guanyaria el Clausura 2001. Entre 2003 i 2005 va marxar a la lliga mexicana per jugar amb els Tigres de la UANL.